# Laccophilus bizonatus
Laccophilus bizonatus är en skalbaggsart som beskrevs av Régimbart 1895. Laccophilus bizonatus ingår i släktet Laccophilus och familjen dykare. Inga underarter finns listade i Catalogue of Life.